# Саріт Хадад
Сарі́т Хада́д (івр. שרית חדד, до шлюбу Худадатов, нар. 20 вересня 1978, Афула, Ізраїль) — ізраїльська співачка, одна з найуспішніших співачок у Ізраїлі, а також відома у країнах зі значними єврейськими діаспорами (в першу чергу, США). 
В репертуарі співачки сотні хітів і 27 альбомів.
У 2010 році вона була визнана «זמרת העשור» («Співачка десятиліття») за спільним рейтингом армійської радіостанції «גלי צה"ל» («Галей Цахаль») і каналу «ערוץ 24» («Канал 24»). Протягом багатьох років вона незліченну кількість разів здобувала звання «זמרת השנה» («Співачка року») та «אשת השנה במוזיקה» («Жінка року в музиці») за різними рейтингами.

## Біографія
Сара Худадатова народилась у місті Афулі в багатодітній родині горських євреїв, вихідців з Дербенту. Саріт була найменшою в родині, де виховували четверо дочок і стільки ж синів, усі з яких мали музичні здібності. Коли Сарі було 3 роки, сім'я Худадатових перебралася до міста Хадери.
Вже змалку Сара вважалась обдарованою і талановитою в музичному плані. Батьки Саріт мріяли, щоб вона стала лікарем, але вона з дитинства мріяла стати співачкою. За підтримки сестри вона тікала з дому і виступала в клубах. У 10 років Саріт взяла участь у фестивалі юних талантів, граючи на фортепіано. Судді написали, що в неї великий потенціал як піаністки, навіть попри те, що вона не читає ноти. Крім фортепіано, Саріт навчилася грі на інших інструментах — серед інших орган, гітара, акордеон і середземноморський барабан дарбука. Вона співає івритом, грузинською, фарсидською та арабською мовами.
У 12 років батьки дізналися про її таємні виступи й заборонили виходити з дому. У той час, коли вона не виступала, самостійно навчилася грати на гітарі, фортепіано, дарбуці та акордеоні.
Коли їй виповнилось 15, почала концертні виступи в складі музичного гурту «Цеірей Хадера» («Молодь Хадери»). На одному з виступів колективу в місті Нетанія Сару помітив продюсер Аві Ґуетта. Продюсера вразили вокальні дані юної співачки і він запропонував їй укласти контракт, але оскільки на той момент вона була неповнолітньою, ії сестра поставила свій підпис. 
Свою офіційну музичну кар’єру вона розпочала у 1995 році, у віці 16 років випустивши дебютний альбом «ניצוץ החיים» «(Іскра Життя)», який включав, зокрема, дует із «שריף» («Шаріф») — «שלום חבר». Альбом розійшовся накладом понад 80 тисяч примірників, і кар’єра Саріт стрімко пішла вгору.
Приблизно за рік вона записала альбом «הופעה חיה בצרפת» «(LIVE у Франції)», що ще більше закріпив її позиції в жанрі східної музики. У 1997 році вийшов її третій альбом «הדרך שבחרתי» «(Шлях, що я обрала)»., характерний східним стилем. Популярність молодої співачки продовжувала зростати. Того ж року соліст гурту «Teapacks» — Кобі Оз — спільно з Хадад виконали дует «למה הלכת ממנו» . Пісня стала величезним хітом і відкрила Саріт широкій ізраїльській публіці.
Восени 1997 року Саріт протягом місяця виступала в Йорданії під вигаданим ім’ям через чутливість відносин між країнами. Вона випустила там арабомовний диск, який став великим успіхом у Йорданії та арабських країнах, хоча вона не володіє арабською мовою.
У 1998 році вийшов її п’ятий альбом «חוק החיים» («Закон життя»), який ознаменував її прорив завдяки хіту «הכל סגור» («Все закрито»). У тому ж році вона взяла участь у ханукальному фестивалі «פסטיגל» («Фестігаль») з піснею «חברים בכל מיני צבעים» («Друзі всіх кольорів»), яка посіла друге місце.
У 1999 році вийшов її шостий альбом «כמו סינדרלה» («Як Попелюшка»), і того ж року вона знову взяла участь у «פסטיגל» («Фестігаль»), який став ще більшим успіхом. Вона також уперше виступила у Палаці культури Тель-Авіва, коли їй було лише 21 рік. Виступ вийшов на диску й DVD. Вона здобула титул «זמרת השנה» («Співачка року») за версією шоу «אנשי השנה» («Люди року»), молодіжної преси та радіостанцій.
Того ж року вийшов сьомий альбом «מגה מיקס» («Мега Мікс»), а згодом восьмий — запис виступу в Палаці Культури. Наприкінці року вона вирушила в турне американськими містами «Sing with Sarit» («Співай з Саріт») в грудні 2006 року з нагоди святкувань нового тисячоліття.
У 2000 році вийшов альбом «לעשות מה שבא לי» («Робити, що я хочу»), з хітами «רק שתדע את האמת» ,«קח את הכל», а також піснею «אבא», написаною Хадад на згадку про її батька, який помер у 1996 році, коли їй було 17.
У 2001 році Саріт почала змінювати свій музичний стиль, обравши новаторський і сміливий східно-орієнтальний поп у співпраці з солістом гурту «Teapacks» — Кобі Озом. Її альбом «אשליות מתוקות» («Солодкі ілюзії») досі вважається одним із найпродаваніших в Ізраїлі — понад 175,000 копій. Перший сингл з нього — «יאללה לך הביתה מוטי» — став найбільш ротованим на радіо того часу, а пісня «כשהלב בוכה» («Коли серце плаче»), також відома як «שמע ישראל» («Шма Ісраель»), стала гімном пам’ятних церемоній, додавши Саріт державного статусу. Завдяки успіху цього альбому вона вперше виступила в Амфітеатрі Кейсарії.
На початку 2002 року Саріт була обрана представляти Ізраїль на конкурсі Євробачення у Таллінні з піснею «נדליק ביחד נר» («Запалімо  свічку») та посіла 12-те місце. Паралельно з участю в конкурсі вийшов її альбом «ילדה של אהבה» («Дитя любові»), до якого увійшли хіти «אתה תותח»  і «לראות את הכאב». Альбом мав великий успіх і продався накладом близько 160,000 копій, половина з яких — у перші два дні після релізу.
У 2003 році Саріт випустила альбом «רק אהבה תביא אהבה» («Тільки любов народжує любов»), що включав хіт «קצת משוגעת» («Трохи божевільна»), вирушила в турне до Франції та втретє виступила в Кесарії. Наступного року вона знову гастролювала Францією, де була визнана «Співачкою року» єврейською громадою. Тим часом альбом «ילדה של אהבה» («Дитя любові») став третім за продажами альбомом десятиліття — 200 тисяч копій. Наприкінці 2004 року вийшов її 12-й альбом «חגיגה» («Свято»), який швидко розійшовся накладом 80 тисяч. Кліп на пісню «רק אתה» («Тільки ти») було знято на плівку в Румунії — вперше в історії ізраїльської індустрії.
У 2005 році Саріт гастролювала в Лос-Анджелесі з нагоди Дня незалежності Ізраїлю. У червні вона виступила на двох концертах грецького співака У 2003 році Саріт випустила альбом «רק אהבה תביא אהבה» («Лише любов несе кохання»), що включав хіт «קצת משוגעת», вирушила в турне до Франції та втретє виступила в Кесарії. Наступного року вона знову гастролювала Францією, де була визнана «Співачкою року» єврейською громадою. Тим часом альбом «ילדה של אהבה» («Дитя любові») став третім за продажами альбомом десятиліття — 200 тисяч копій. Наприкінці 2004 року вийшов її 12-й альбом «חגיגה» («Свято»), який швидко розійшовся накладом 80 тисяч. Кліп на пісню «רק אתה» було знято на плівку в Румунії — вперше в історії ізраїльської індустрії.
У 2005 році Саріт гастролювала в Лос-Анджелесі з нагоди Дня незалежності Ізраїлю. У червні вона виступила на двох концертах грецького співака Сотіс Воланіс у Тель-Авіві й взяла участь у відкритті 17-х Маккабіанських ігор. У вересні стартував реаліті-шоу «החיים על פי Y» («Життя за Y»), у якому Саріт зіграла роль матері шістьох дітей. Наприкінці того року вийшов її 13-й альбом «מיס מיוזיק» («Міс Мьюзік»).
У лютому 2006 року Саріт вперше гастролювала Південною Африкою, згодом виступила у Франції та Бразилії, і вже шостий рік поспіль виступила в Кесарії — з альбомом «מיס מיוזיק» («Міс М'юзік»). Вона також випустила перший дитячий DVD «נסיכה של שמחה» («Принцеса радості»).
Наступного року вона випустила альбом «זה ששומר עליי» («Той, хто мене оберігає») з хітами «חופשייה» і «נושאת תפילה». Пісня «זה ששומר עליי» була визнана «Піснею року» на премії «עמ"י» («Амі») каналу 24, а сам альбом здобув платиновий статус.
У 2008 році Саріт вперше гастролювала Мексикою з благодійною місією для ізраїльських військових. У квітні в рамках проєкту «עבודה עברית» («Єврейська робота») вона випустила нову версію пісні «שיר הפרחה» («Пісня легковажної дівчини») Офри Хази (עופרה חזה). Вперше виступила з андалузьким оркестром і випустила подвійний збірник — з енергійними та ліричними композиціями.
У 2009 році вийшов альбом «מרוץ החיים» («Біг життя») з хітами «מקודשת» («Освячена»), «אהבה בתוכי» («Любов у мені») і заголовною композицією. Через рік Саріт відмовилась від участі у Фестігелі, щоб не порушити шабат, попри високу обіцяну винагороду.
У 2011 році Саріт випустила свій 20-й альбом «20», до якого увійшли хіти «Do you love me», «מאחלת לך» («Бажаю тобі») і «סוף שבוע בפריז» («Вихідні в Парижі»). У березні вийшов дует «תגלי לי» («Розкажи мені») з болгарською співачкою Алісією (אליסיה), кліп до якого знімали в палаці болгарських царів. У липні Саріт отримала платиновий диск за понад 40 тисяч проданих копій. У рамках проєкту «שני צדדים למטבע» («Дві сторони монети») вона також випустила оновлену версію пісні Нуріт Галерон (נורית גלרון) «אתה פה חסר לי» («Мені тебе тут бракує»).
У 2012 році Саріт стала менторкою в музичному шоу «The Voice Ізраїль», де разом із Кетлін Рейтер (קטלין רייטר) здобула перемогу. Того ж року вона випустила сингли «יפה יפה» («Прекрасна»), «לינדה» («Лінда»), «כמה כמה» («Як сильно») і «תחזרי» («Повернись»).
У 2013 році вона знову була менторкою в другому сезоні «The Voice Ізраїль» і випустила альбом «ימים של שמחה - חלק א» («Дні радості — Частина І»), що містив 17 треків — як ліричних, так і динамічних.
У 2015 році Саріт здивувала фанів новим, 22-м альбомом, що носить її ім’я. Над ним вона працювала з провідними авторами Ізраїлю, серед яких Генрі, Дікла, Єгуда Полікар, Пар Тасі, Йоссі Гісфен, Таль Сегев, Офір Коен, Сагар Хагай та Уз. Того ж року Хадад приєдналася до викладацького складу шоу «Музична школа», де допомагала дітям втілювати мрію стати артистами.
У лютому 2016 року вона випустила перший сингл з нового студійного альбому «חוזרת בתשובה» («Повертаюсь до віри»). (סוטיסוולניס) у Тель-Авіві й взяла участь у відкритті 17-х Маккабіанських ігор. У вересні стартував реаліті-шоу «החיים על פי Y» («Життя за Y»), у якому Саріт зіграла роль матері шістьох дітей. Наприкінці того року вийшов її 13-й альбом «מיס מיוזיק» («Міс Мьюзік»).
У лютому 2006 року Саріт вперше гастролювала Південною Африкою, згодом виступила у Франції та Бразилії, і вже шостий рік поспіль виступила в Кесарії — з альбомом «מיס מיוזיק» («Міс Мьюзік»). Вона також випустила перший дитячий DVD «נסיכה של שמחה» («Принцеса радості»).
Наступного року вона випустила альбом «זה ששומר עליי» («Той, хто мене оберігає») з хітами «חופשייה» («Вільна») і «נושאת תפילה» («Молюсь»). Пісня «זה ששומר עליי» була визнана «Піснею року» на премії «עמ"י» («Амі») каналу 24, а сам альбом здобув платиновий статус.
У 2008 році Саріт вперше гастролювала Мексикою з благодійною місією для ізраїльських військових. У квітні в рамках проєкту «עבודה עברית» («Єврейська робота») вона випустила нову версію пісні «שיר הפרחה» («Пісня легковажної дівчини») Офри Хаза (עופרה חזה). Вперше виступила з андалузьким оркестром і випустила подвійний збірник — з енергійними та ліричними композиціями.
У 2009 році вийшов альбом «מרוץ החיים» («Марафон життя») з хітами «מקודשת» ,«אהבה בתוכי» і заголовною композицією. Через рік Саріт відмовилась від участі у Фестігалі, щоб не порушити шабат, попри високу обіцяну винагороду.
У 2011 році Саріт випустила свій 20-й альбом «20», до якого увійшли хіти «Do you love me», «מאחלת לך» і «סוף שבוע בפריז». У березні вийшов дует «תגלי לי» з болгарською співачкою Алісією, кліп до якого знімали в палаці болгарських царів. У липні Саріт отримала платиновий диск за понад 40 тисяч проданих копій. У рамках проєкту «שני צדדים למטבע» вона також випустила оновлену версію пісні Нуріт Галрон (נורית גלרון) «אתה פה חסר לי».
У 2012 році Саріт стала менторкою в музичному шоу «The Voice Israel», де разом із Кетлін Райтер (קטלין רייטר) здобула перемогу. Того ж року вона випустила сингли «יפה יפה» («Прекрасна»), «לינדה» («Лінда»), «כמה כמה» («Як сильно») і «תחזרי» («Повернись»).
У 2013 році вона знову була менторкою в другому сезоні «The Voice Ізраїль» і випустила альбом «ימים של שמחה - חלק א» («Дні радості — Частина І»), що містив 17 треків — як ліричних, так і динамічних.
У 2015 році Саріт здивувала фанів новим, 22-м альбомом, що носить її ім’я. Над ним вона працювала з провідними авторами Ізраїлю, серед яких Генрі, Дікла, Єгуда Полікар, Пар Тасі, Йоссі Гісфен, Таль Сегев, Офір Коен, Сагар Хагай та Уз. Того ж року Хадад приєдналася до викладацького складу шоу «Музична школа», де допомагала дітям втілювати мрію стати артистами.
У лютому 2016 року вона випустила перший сингл з нового студійного альбому «חוזרת בתשובה» («Повертаюсь до віри»).
У 2020 році Саріт обриває контракт зі своїм продюсером Аві Ґуетта після 25 років співпраці «Спільний шлях, який ми з Аві пройшли разом, неможливо підсумувати за одну мить. Я вдячна за ці роки, які ми провели разом". 

## Особисте життя

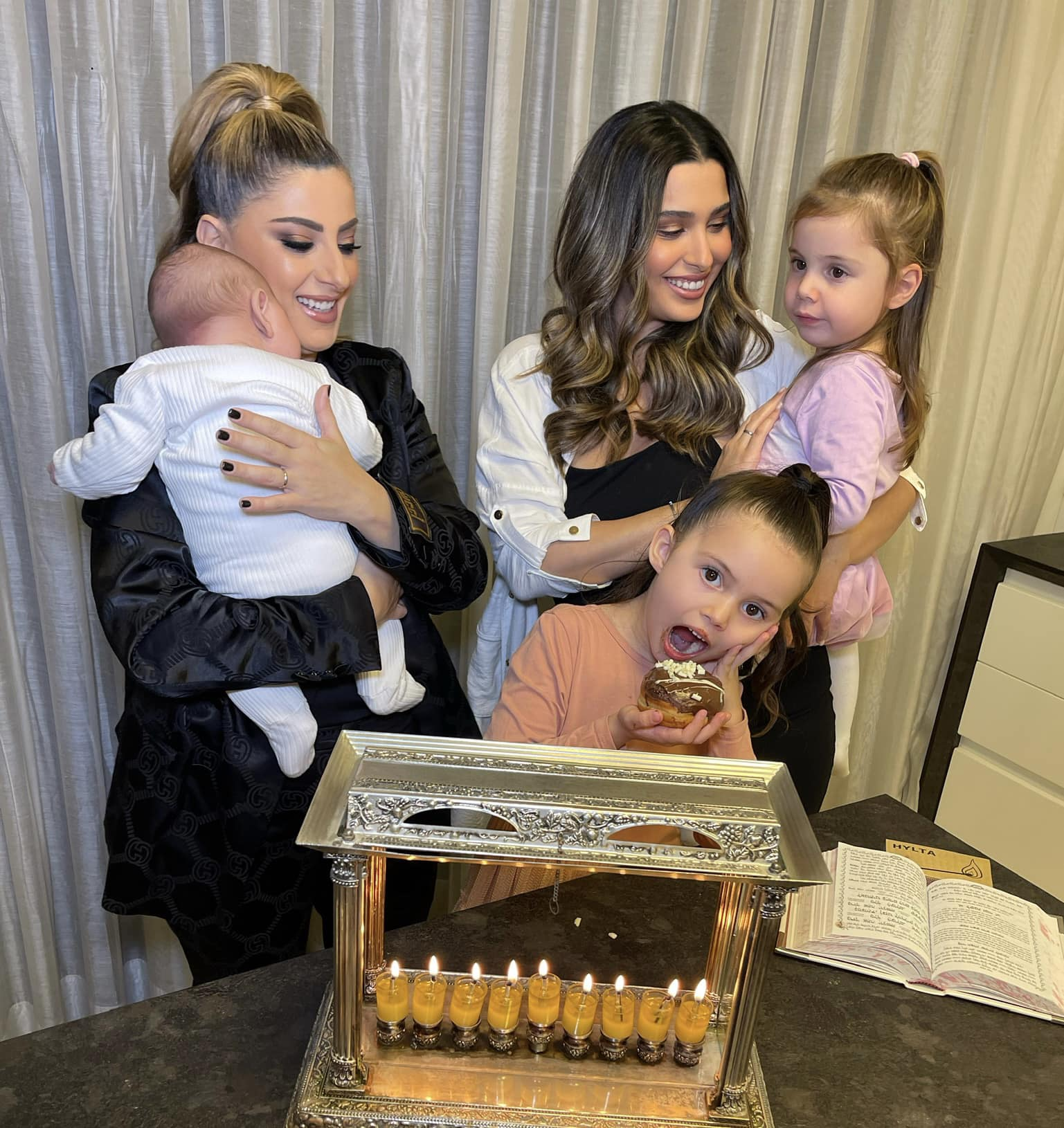
Саріт Хадад з Тамар Йахаломі та їх дітьми

У 2017 році у вересні Хадад народила доньку, яку звати Ноя, а в 2020 - Шира. У вересні 2021 року Хадад здійснила камінг-аут як лесбійка та представила свою партнерку Тамар Яхаломі, випустивши пісню "אהבה כמו שלנו" ("Любов як наша"). 
У 2022 році Тамар народила Саріт доньку Адель Естер.

## Студійніальбоми:
- 1995 — «Іскра життя» (івр. ניצוץ החיים, Ніцоц га-хаїм)
- 1996 — «LIVE у Франції» – ּ(івр. הופעה חיה בצרפת Гофаа хая ба-Царфат)
- 1997 — «Шлях, що я обрала» – (івр. הדרך שבחרתי, Га-Дерех ше-бахарті)
- 1997 — «Співає арабською» – ּ(івр. שרה בערבית, Шара ба-аравіт)[a]
- 1998 — «Закон життя» (івр. חוק החיים, Хок га-хаїм)
- 1999 — «Як Попелюшка» (івр. כמו סינדרלה, Кмо Сіндерела)
- 1999 — «LIVE у "Гейхал га-тарбут"[b] у Тель-Авіві» (івр. הופעה חיה בהיכל התרבות תל אביב, Гофаа хая бе-Гейхаль га-тарбут бе-Тель-Авів), також відомий як «Виступ» (івр. הופעה, Гофаа)
- 2000 — «Робити, що я хочу» (івр. לעשות מה שבא לי, Лаасот ма-ше-ба лі)
- 2001 — «Солодкі ілюзії» (івр. אשליות מתוקות, Ашлайот метукот)
- 2002 — «Дитя любові» (івр. ילדה של אהבה, Ялда шель агава)
- 2003 — «Лише любов несе кохання» (івр. רק אהבה תביא אהבה, Рак агава таві агава)
- 2004 — «Святкування» (івр. חגיגה, Хаґіґа)
- 2005 — «Місс М'юзік» (івр. מיס מיוזיק)
- 2007 — «Той, хто мене оберігає» (івр. זה ששומר עליי, Мі ше-шомер алай)
- 2009 — «Марафон життя» (івр. מירוץ החיים, Міруц га-хаїм)
- 2011 — 20
- 2013 — «Дні щастя» (івр. ימים של שמחה, Ямім шель сімха)
- 2015 — «Саріт Хадад» (івр. שרית חדד)
- 2017 — «Сара співає» (івр. שרה שרה, Сара шара)[a]
- 2022 — 24
- 2024 — 8